# مكار (مقاطعة كلاردشت)
مكار (بالفارسية: مکار) هي قرية تقع في Kuhestan Rural District في إيران. يقدر عدد سكانها بـ 61 نسمة بحسب إحصاء 2016.